# Cryptus ohshimensis
Cryptus ohshimensis là một loài tò vò trong họ Ichneumonidae.